# Carthage
Cet article concerne la ville tunisienne moderne. Pour la cité antique, voir Site archéologique de Carthage. Pour les autres significations, voir Carthage (homonymie).
Carthage  (arabe : قرطاج, Qarṭāj, /qærtˤɑʒ/, ) est une ville tunisienne située au nord-est de la capitale Tunis.
L'ancienne cité punique, Qart Hadasht, berceau de la civilisation carthaginoise, détruite puis reconstruite par les Romains qui en font la capitale de la province d'Afrique proconsulaire, est aujourd'hui l'une des municipalités les plus huppées du Grand Tunis, résidence officielle du président de la République, regroupant de nombreuses résidences d'ambassadeurs ou de richissimes fortunes tunisiennes et expatriées. La ville possède encore de nombreux sites archéologiques, romains pour la plupart avec quelques éléments puniques, classés au patrimoine mondial de l'Unesco depuis le 27 juillet 1979.
La municipalité de Carthage, qui compte 17 010 habitants en 2014, abrite le palais présidentiel, la mosquée Mâlik ibn Anas, le musée national de Carthage, l'université de Carthage ou encore l'Académie tunisienne des sciences, des lettres et des arts. L'aéroport international de Tunis-Carthage est situé à quelques kilomètres à l'ouest de la ville.

## Toponymie
Le nom de Carthage provient du phénicien Qart-Hadašt ou QRT.HDŠT (prononcé : Qart Hadasht, qui signifie « Nouvelle ville », ce qui pourrait faire penser à « Nouvelle Tyr ». Sous la domination romaine, la ville prend le nom de Carthago (latin : Karthago, /'kar.ta.go/).
L'ancienne ville de Carthagène en Ibérie (actuelle Espagne) porte aussi le même nom de Qart Hadasht.

## Géographie
La ville de Carthage se situe dans le Nord-Est de la Tunisie, à environ 15 kilomètres de la capitale Tunis, sur une colline s'élevant à 57 mètres d'altitude et avec un littoral s'étendant sur environ 3 kilomètres. Elle est délimitée à l'Est par la mer Méditerranée (golfe de Tunis), au Nord par Sidi Bou Saïd, à l'Ouest par La Marsa et au Sud par Le Kram.

## Histoire

### Civilisation carthaginoise
Carthage est fondée par la reine Didon de Tyr en 814 av. J.-C.. D'après la légende, ce serait la reine Didon — ou Élyssa —, sœur du roi de Tyr, Pygmalion, qui fonda la cité. La reine aurait demandé au souverain voisin Hiarbas, un roi libyque, l'autorisation de fonder un royaume sur ses terres. Celui-ci lui offrit alors un terrain aussi grand qu'une peau de vache. La reine plus maligne fait couper une peau de vache en lanières très fines et trace les contours de Carthage. En référence à cette fondatrice mythique, les Carthaginois sont parfois surnommés les « enfants de Didon » dans la littérature.

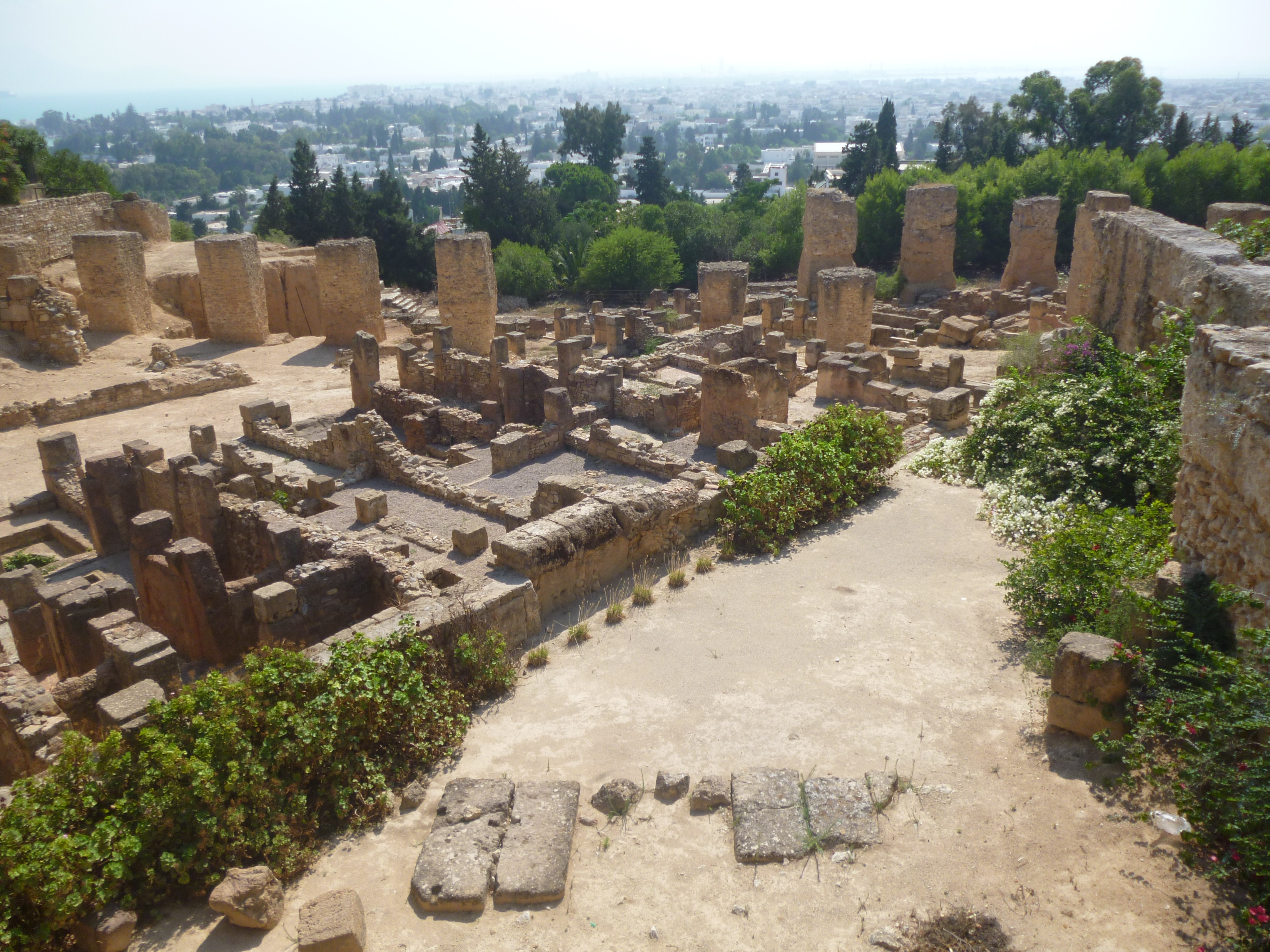
Ruines de l’ancienne cité carthaginoise.

La ville devient une puissance dominante en Méditerranée occidentale au IVe siècle av. J.-C. Les Carthaginois pratiquaient un culte polythéiste originaire du Moyen-Orient. Ils vénéraient en particulier Baal et Tanit. Rome les accusa longtemps de sacrifier des enfants (cérémonie du molk), ce qu'il convient de nuancer. Une hypothèse parmi d'autres suggère que le rituel d'incinération avait surtout pour objectif de renvoyer l'âme des enfants défunts par le plus court chemin vers Ba'al Hammon à une époque où la mortalité infantile était plus qu'importante malgré les progrès en matière d'hygiène.
D'après d'autres sources, le sacrifice d'enfants bien vivants, généralement l'aîné des familles de notables, dans le but de prouver la sincérité de leur dévouement à Carthage, semble avoir initié la coutume de ces derniers d'adopter un enfant d'esclave pour cet usage.
Ce sont les Carthaginois qui introduisent le glaive court en fer dans le bassin méditerranéen, car jusqu'alors, les guerriers s'affrontent à l'aide de lances et de frondes. Carthage conquiert l'Hispanie ainsi que la Sicile où elle se heurte aux Romains.
La cité antique de Carthage est au cœur du roman Salammbô, écrit en 1862 par Gustave Flaubert, qui se déroule à l'époque d'Hamilcar Barca, c'est-à-dire lors de la jeunesse d'Hannibal Barca.

### Cité romaine, vandale et byzantine
Une série de trois conflits entre les deux puissances, les guerres puniques — les Romains nomment les Carthaginois Poeni —, débutent au IIIe siècle av. J.-C. Malgré de nombreux revers et la puissance maritime et stratégique de Carthage, celle-ci perd les trois guerres consécutivement. Le cycle se termine après un siège de quatre ans avec la victoire de Rome et la destruction de Carthage en 146 av. J.-C. par les Romains dirigés par le général Scipion Émilien, petit-fils de Scipion l'Africain qui avait déjà soumis les Carthaginois en 201 av. J.-C. et allié au roi numide Massinissa (bataille de Zama).
Après une tentative avortée des Gracques, Jules César fonde par la suite une cité sur les ruines de la ville punique (Colonia Julia Carthago). Celle-ci devient la capitale de la nouvelle province d'Afrique. Au Bas-Empire, la cité, gagnée au christianisme, subit les persécutions impériales. Carthage devient, au IVe siècle, l'une des plus grandes capitales spirituelles d'Occident.
Elle est conquise en 439 par les Vandales menés par Genséric, qui y fondent un royaume. L'Église est alors victime de persécutions et particulièrement meurtrie. La reprise par les Romains (Empire romain d'Orient) en 533 ramène la prospérité à la capitale d'Afrique.
L'empereur Justinien Ier en fait le siège de son diocèse d'Afrique, mais à la suite de la crise monothélite, les empereurs de Byzance, opposés à l'Église d'Afrique, se détournent rapidement de Carthage qui devient le siège d'un exarchat. Carthage donne ensuite à Constantinople une lignée d'empereurs à la suite d'Héraclius, fils de l'exarque de Carthage.
À l'époque des conquêtes arabes, ces derniers prennent la ville en 698, mais lui préfèrent Tunis, la cité voisine, qui donne son nom au pays, celui d'Afrique désignant désormais le continent entier. À la suite de ce siège mené par Hassan Ibn Numan, la ville est mise à sac et sa population déplacée vers Tunis. Les matériaux issus de la destruction de Carthage serviront par la suite à l’expansion des infrastructures de la ville voisine.

### Du Moyen Âge à l'effacement
Au Moyen Âge, Saint Louis prend la ville pendant la huitième croisade, au cours de laquelle il meurt de la dysenterie ; il espérait alors convertir le sultan hafside au christianisme et le dresser contre le souverain d'Égypte afin de forcer ce dernier à se retirer de Jérusalem. L'échec de cette stratégie marque la fin des croisades. Une cathédrale est élevée au XIXe siècle sur la colline de Byrsa, à l'endroit présumé de sa sépulture.
Jusqu'à la redécouverte de Carthage au XIXe siècle, les ruines sont pillées pour ses marbres afin de construire, en Afrique comme en Europe, des édifices publics ou religieux.
Comme lieu d'habitation, il ne reste que deux hameaux, peuplés de paysans et d'agriculteurs, situés à Douar Chott et à La Malga.

### De la période beylicale à nos jours

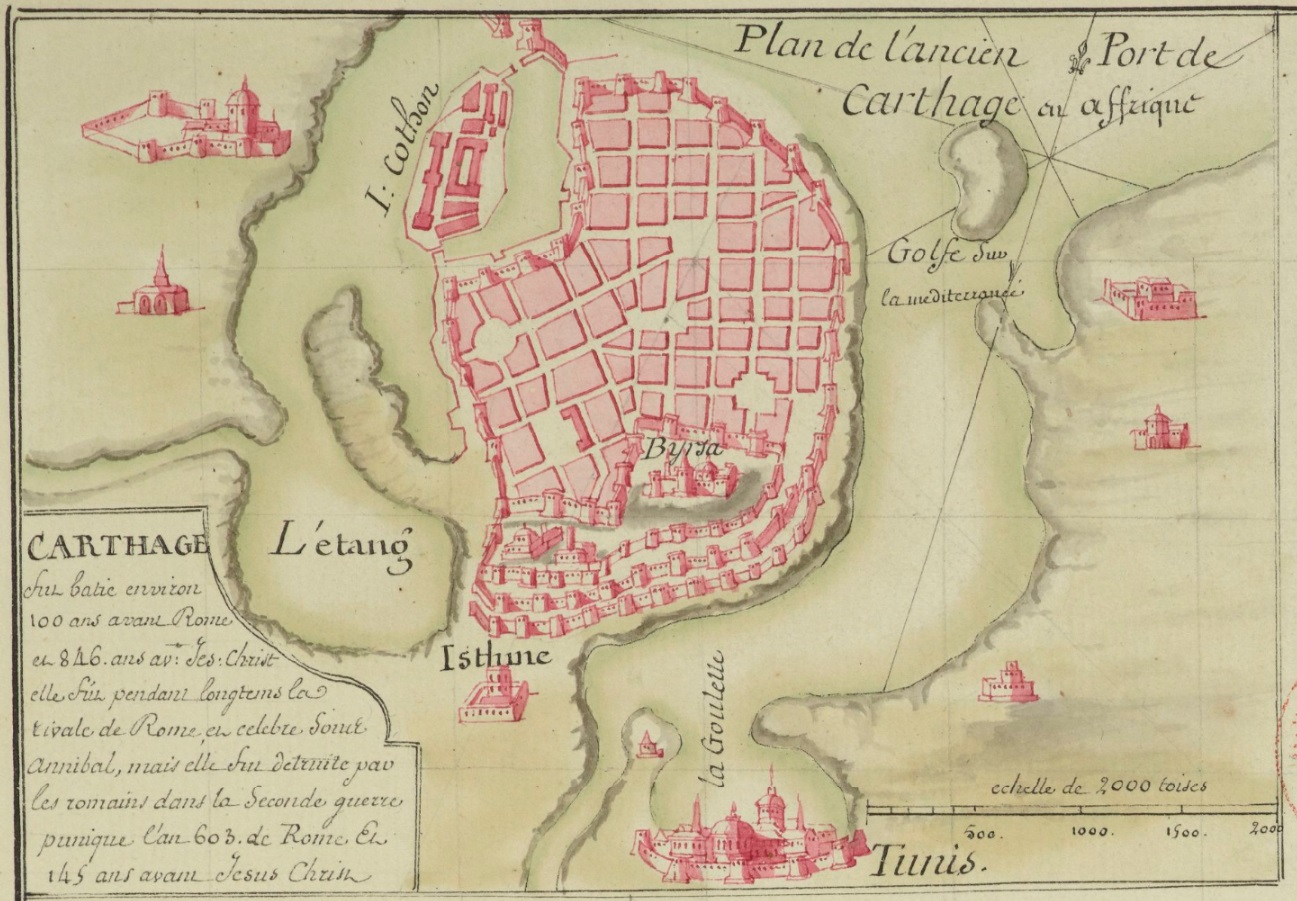
Plan de Carthage en 1770.

C'est au XIXe siècle que certains hauts dignitaires de l'État beylical choisissent Carthage pour villégiature estivale. Le premier à s'y installer est Mustapha Khaznadar avec un palais à Salammbô, en bord de mer près des ports puniques, puis un autre sur les hauteurs de Byrsa, devenu une école de cadres. Ensuite, le général mamelouk Ahmed Zarrouk construit le palais Zarrouk, devenu la résidence officielle de Lamine Bey, puis un night-club après l'abolition de la monarchie, pour devenir le siège de l'Académie tunisienne des sciences, des lettres et des arts. L'influent favori de Sadok Bey, le ministre Mustapha Ben Ismaïl construit également un palais, devenu une académie de police à Douar Chott après avoir été la propriété de Hédi Bey et de ses descendants de 1882 à la confiscation du palais. Ces résidences de style tunisien s'entourent progressivement de plus petites résidences d'été appartenant aux notables et bourgeois tunisois.
Ce n'est qu'en 1906 qu'on note l'apparition des premières villas à l'européenne dont les plus importantes sont celles du secrétaire général du gouvernement tunisien, fonctionnaire colonial français et véritable Premier ministre du pays. Cette villa sera choisie par Habib Bourguiba pour devenir le palais présidentiel de Carthage en 1960. On note aussi à Salammbô, près des ports puniques, la construction vers 1930 de la villa du général Laignelot, commandant de l'armée française et ministre de la Guerre du bey, devenue la villa Terzi, de même que les villas des caïds Habib Djellouli et Salem Snadly aux abords de la colline de Byrsa. Le Corbusier réalise entre 1928 et 1929, à Carthage-Présidence, son unique œuvre tunisienne : la villa Baizeau.
La municipalité de Carthage est créée par un décret beylical le 15 juin 1919. Le développement de son périmètre communal ainsi que l'accroissement de sa population conduisent à la création de l'arrondissement municipal de Carthage-Mohamed Ali le 25 octobre 1983. En février 1985, Ugo Vetere (en) et Chedli Klibi, maires de Rome et Carthage, signent de manière symbolique le traité de Carthage, un traité de paix mettant officiellement fin à la dernière guerre ayant opposé les deux cités, la troisième guerre punique.
Depuis, Carthage est devenue une petite ville résidentielle du Grand Tunis. Elle devient un lieu de résidence recherché des hauts fonctionnaires, diplomates et industriels. La mosquée Mâlik ibn Anas est inaugurée le 11 novembre 2003 sur la colline de l'odéon après la destruction d'immeubles résidentiels datant de la période coloniale.

## Architecture et urbanisme

### Site archéologique

#### Aperçu général

Localisation des divers vestiges du site de Carthage.

Le site archéologique de Carthage, dispersé dans la ville moderne, est classé au patrimoine mondial de l'Unesco depuis 1979. Dominé par la colline de Byrsa qui était le centre de la cité punique, il se distingue par la silhouette massive de la cathédrale Saint-Louis édifiée à l'emplacement présumé de la sépulture du roi Louis IX qui y mourut au cours de la huitième croisade. Pour l'anecdote, le roi Louis-Philippe Ier, qui descend de Louis IX, envoya un architecte à Carthage pour en trouver l'emplacement le plus précis. Au vu de l'impossibilité d'une telle mission, celui-ci choisit simplement le plus bel endroit. À proximité de la cathédrale, en face de cette tombe vide dont les restes ont été rapatriés en France, se trouvent les vestiges du plus important quartier de la ville dont il ne subsiste que quelques fondations et quelques fragments de colonnes.
Forte de son héritage historique, Carthage se développe et devient une vaste banlieue résidentielle de Tunis autour du palais présidentiel. Toutefois, le développement rapide de la ville moderne risquant de détruire à jamais les vestiges, de grands archéologues tunisiens ont alerté l'opinion et l'Unesco a lancé une vaste campagne internationale entre 1972 et 1992 afin de sauver Carthage. Ce tournant est parachevé avec le classement au patrimoine mondial.
La difficulté pour le visiteur réside aujourd'hui dans l'extrême dispersion des vestiges même si certains pôles peuvent être distingués.

#### Éléments dispersés

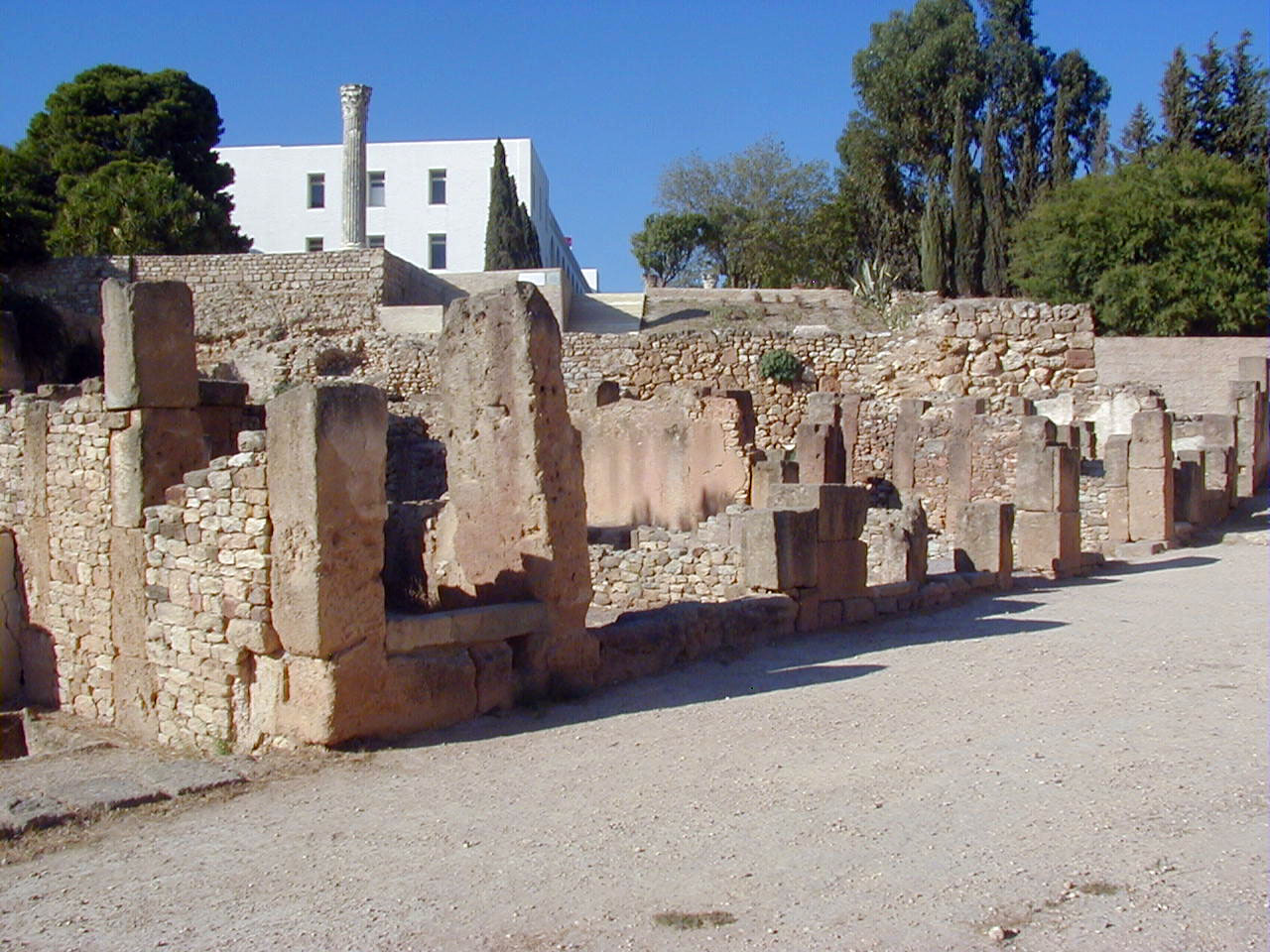
Quartier punique de Byrsa.

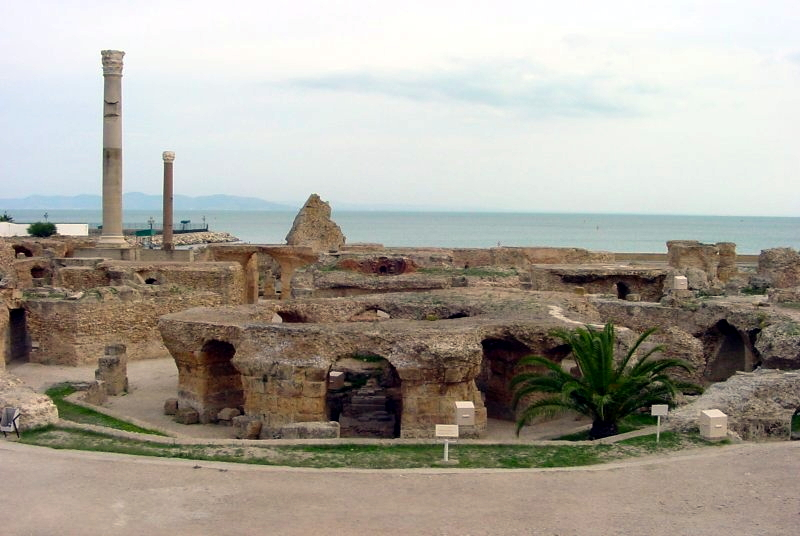
Ruines des thermes d'Antonin.

Sur le sommet de la colline de Byrsa, emplacement du forum romain, a été mis au jour un quartier d'habitation punique du dernier siècle d'existence de la ville, daté plus précisément du début du IIe siècle. L'habitat est typique et même stéréotypé, avec un local sur la rue pouvant être utilisé comme magasin, une citerne étant installée au sous-sol afin de récupérer l'eau destinée à l'utilisation domestique, et un long couloir sur le côté droit qui mène à une cour percée d'un puisard et autour de laquelle se succèdent de petites pièces en nombre variable. Non loin de la mer, une zone de la ville punique a été fouillée par des archéologues allemands. Ils y ont découvert un pan du rempart qui protégeait la cité au Ve siècle av. J.-C. ainsi que tout un quartier d'habitation dont ils ont pu décrypter l'évolution durant les deux siècles précédant la destruction de 146 av. J.-C..
Le théâtre du IIe siècle a fait l'objet d'une importante restauration, les restes d'époque romaine étant très modestes. De l'édifice conçu pour accueillir 5 000 spectateurs ne subsistaient que de faibles ruines au début du XXe siècle, tant des gradins que de la scène ou du frons scænæ. À proximité du théâtre a été mise au jour une zone constituant de nos jours le parc dit des « villas romaines ». Il abrite, outre la célèbre « villa de la volière », du nom de la mosaïque principale qui la décore, de nombreux vestiges significatifs liés à la disposition des lieux.
Les nécropoles puniques qui ont fait l'objet d'une identification, d'un nombre supérieur à 3 500, sont relativement disséminées dans la ville et forment une sorte d'arc de cercle au milieu duquel se situait l'habitat. Contrairement aux nécropoles puniques, celles de l'époque romaine se trouvaient hors des limites de la cité. Les fouilles récentes ont mis en évidence plusieurs cimetières, dont celui des officiales, réservés aux fonctionnaires de l'administration proconsulaire aux abords des citernes de La Malga.

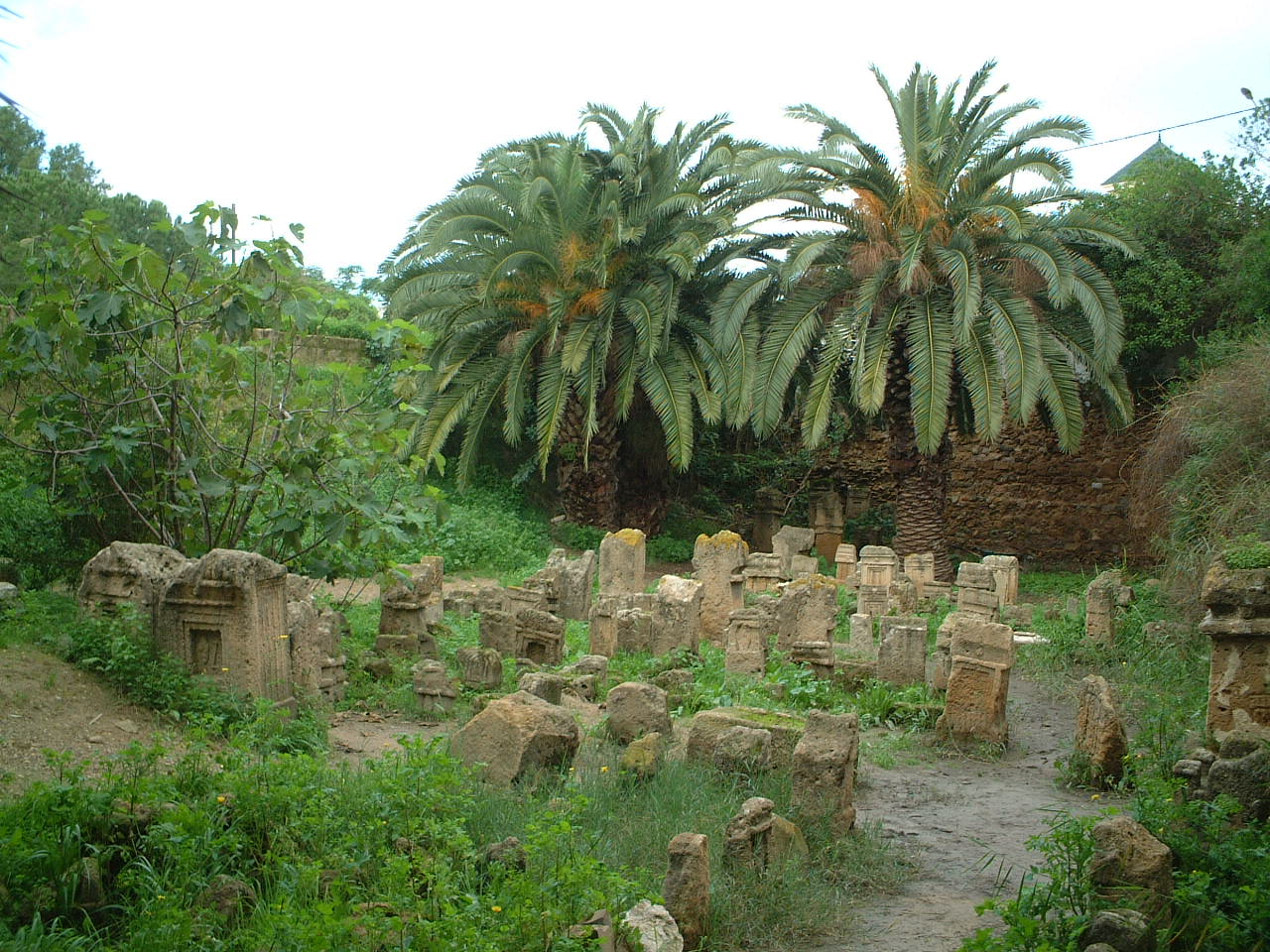
Partie du jardin du tophet de Carthage.

Les thermes d'Antonin furent édifiés en bord de mer après un grand incendie qui ravagea la cité au IIe siècle, plus précisément entre 145 et 162. Des installations d'origine ne demeurent que quelques vestiges du rez-de-chaussée, constitué par les espaces de service, à proximité du rivage.
De l'amphithéâtre d'une capacité de 30 000 personnes ne demeure que l'arène, le reste ayant disparu en raison des pilleurs de monuments qui ont sévi à Carthage pendant plus d'un millénaire. Un sort analogue a été réservé au cirque, ce dernier n'étant plus suggéré que par une longue dépression à proximité de Douar Chott.
Le tophet, situé non loin de deux lagunes dénommées l'une « port marchand » et l'autre « port militaire » constituant la trace des anciens ports puniques, est un enclos sacré où les Carthaginois auraient sacrifié leurs enfants aux divinités protectrices Tanit et Ba'al Hammon selon une historiographie bien ancrée, mais remise en cause par certains spécialistes, particulièrement Sabatino Moscati.

### Édifices religieux contemporains
La mosquée Mâlik ibn Anas a été érigée au lieu-dit « la colline de l'odéon », sur un site d'une superficie de trois hectares.

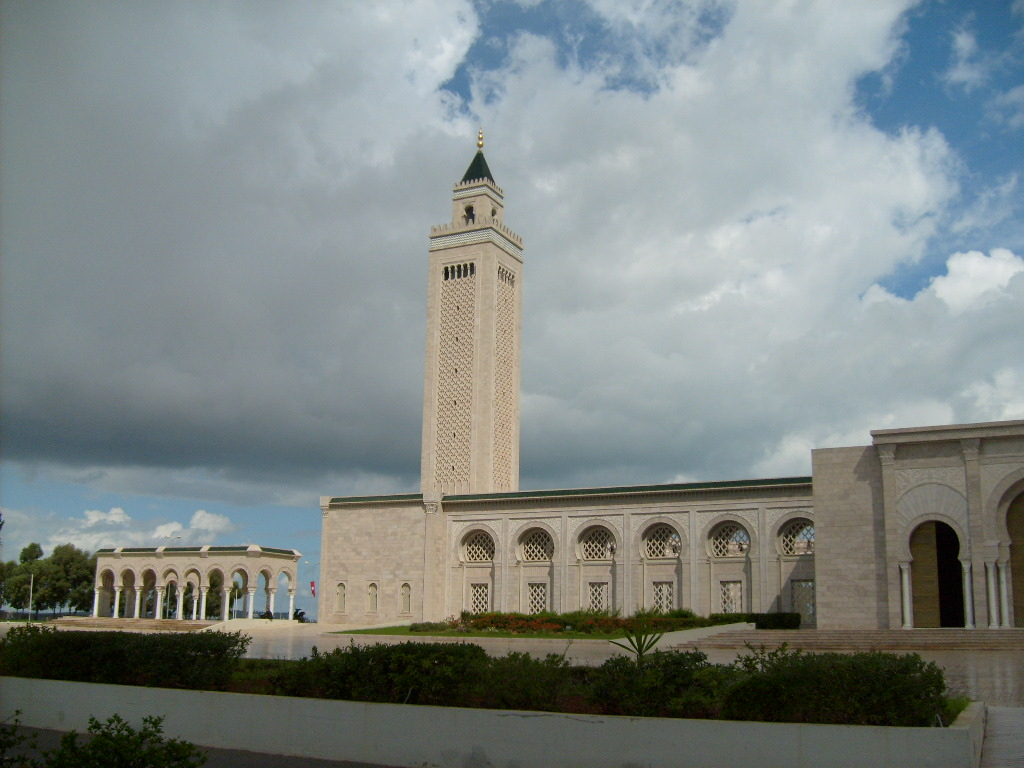
Mosquée Mâlik ibn Anas.

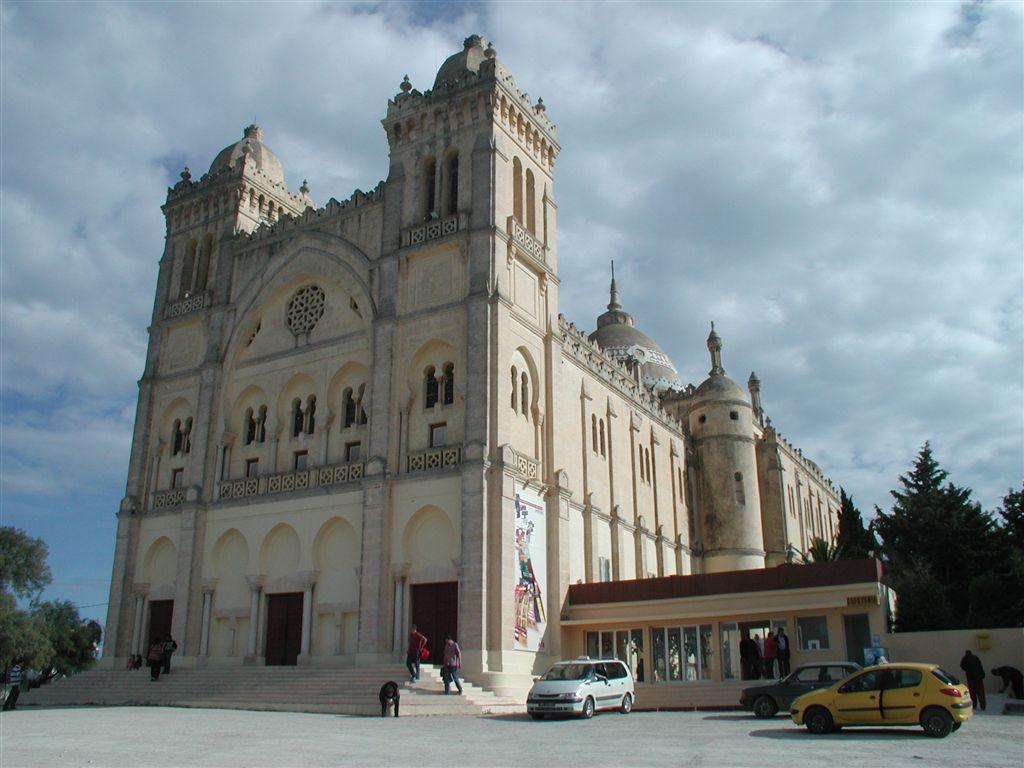
Façade de l'ancienne cathédrale Saint-Louis.

C'est le président de la République tunisienne de l'époque, Zine el-Abidine Ben Ali, qui l'a inaugurée le 11 novembre 2003. Bâtie sur une esplanade de 2 500 m2, elle comporte un minaret haut de 55 mètres et une salle de prière pouvant accueillir plus de 1 000 fidèles.
La cathédrale Saint-Louis de Carthage, située au sommet de la colline de Byrsa, est une ancienne cathédrale catholique aujourd'hui désaffectée pour le culte. L'édifice est de style byzantino-mauresque en forme de croix latine et sa façade encadrée de deux tours carrées. Aux murs figurent les blasons des donateurs pour la construction de la basilique. Les vitraux sont aussi décorés d'arabesques.
Édifiée entre 1884 et 1890, sous le protectorat français, la cathédrale devient primatiale d'Afrique lorsque le titre de primat d'Afrique est restauré au profit du cardinal Lavigerie. C'était aussi un séminaire pour les pères blancs.

## Culture
Le Festival international de Carthage est un événement culturel renommé qui est organisé chaque été au théâtre antique. Les Journées cinématographiques de Carthage, festival biennal de cinéma lancé en 1966 par le ministère de la Culture tunisien, se déroulent sans interruption depuis leur création, en alternance avec les Journées théâtrales de Carthage.

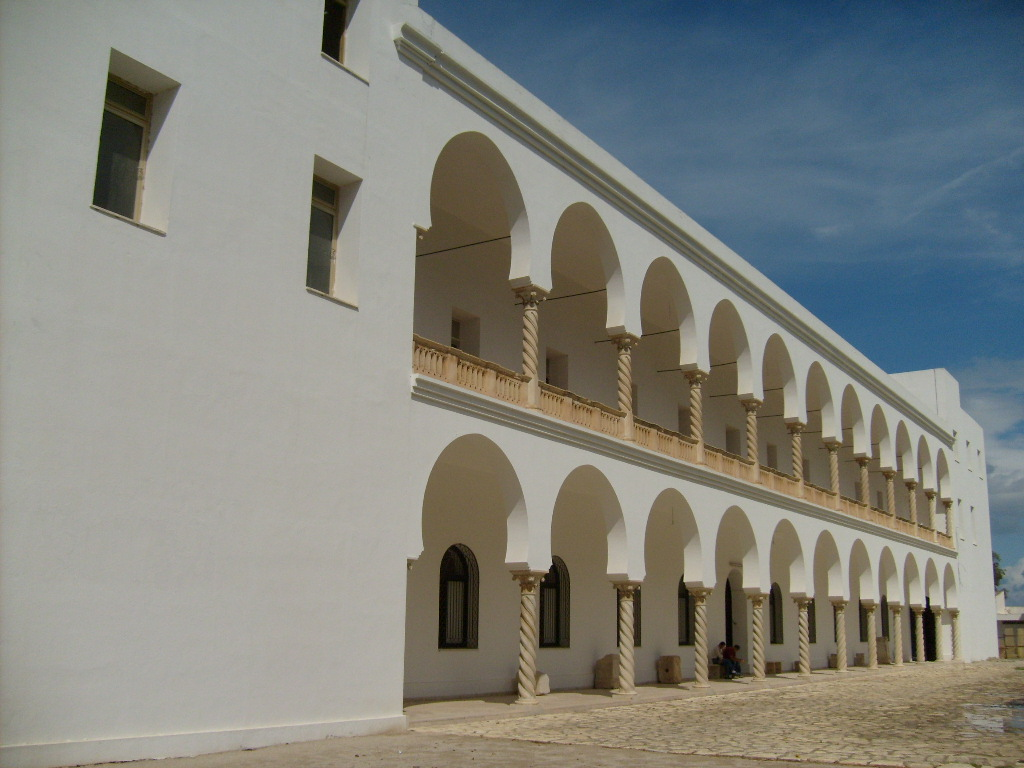
Façade du musée national de Carthage.

Sur la colline de Byrsa, le musée national de Carthage est situé dans les locaux occupés par les pères blancs. Il permet au visiteur de se rendre compte de l'ampleur des installations de la ville aux époques punique puis romaine. Certaines des plus belles pièces trouvées dans les fouilles depuis le XIXe siècle s'y trouvent, les autres étant présentées au musée national du Bardo près de Tunis. À proximité immédiate, l'ancienne cathédrale Saint-Louis est désormais utilisée comme espace culturel et baptisée Acropolium. Elle accueille régulièrement expositions et concerts, notamment le festival Jazz à Carthage créé en 2005.
Parmi les autres institutions qui siègent à Carthage figure l'Académie tunisienne des sciences, des lettres et des arts installée depuis 1983 dans un ancien palais, propriété du général Zarrouk, ministre de la Guerre de Sadok Bey, acquis en 1922 par Habib Bey et légué à Lamine Bey, dernier représentant de la dynastie husseinite. L'Institut national des sciences et technologies de la mer, fondé en 1924, est un établissement public de recherche basé à Salammbô. Il possède un petit musée : le musée océanographique de Salammbô.
En matière d'enseignement, la ville abrite quelques établissements renommés comme l'Institut des hautes études commerciales de Carthage et l'Institut supérieur des cadres de l'enfance. Le réseau éducatif compte aussi cinq écoles et quatre lycées dont le lycée Carthage Présidence construit en 1952.

## Politique
Le poste de maire est occupé depuis le 6 juillet 2018 par Hayet Bayoudh, candidate de Nidaa Tounes passée ensuite chez Tahya Tounes. Elle a sous sa responsabilité le secrétariat général et les différents services de l'administration municipale. Parmi ses prédécesseurs figurent les ministres Chedli Klibi (1963-1990) et Fouad Mebazaa (1995-1998).
L'hôtel de ville, construit au début du XXe siècle, regroupe les différents bureaux du Conseil municipal et de l'administration. Les recettes du budget municipal sont le produit de taxes sur les immeubles bâtis, les terrains non bâtis et les entreprises, la taxe hôtelière et celle sur les spectacles ainsi que les contributions des propriétaires riverains.

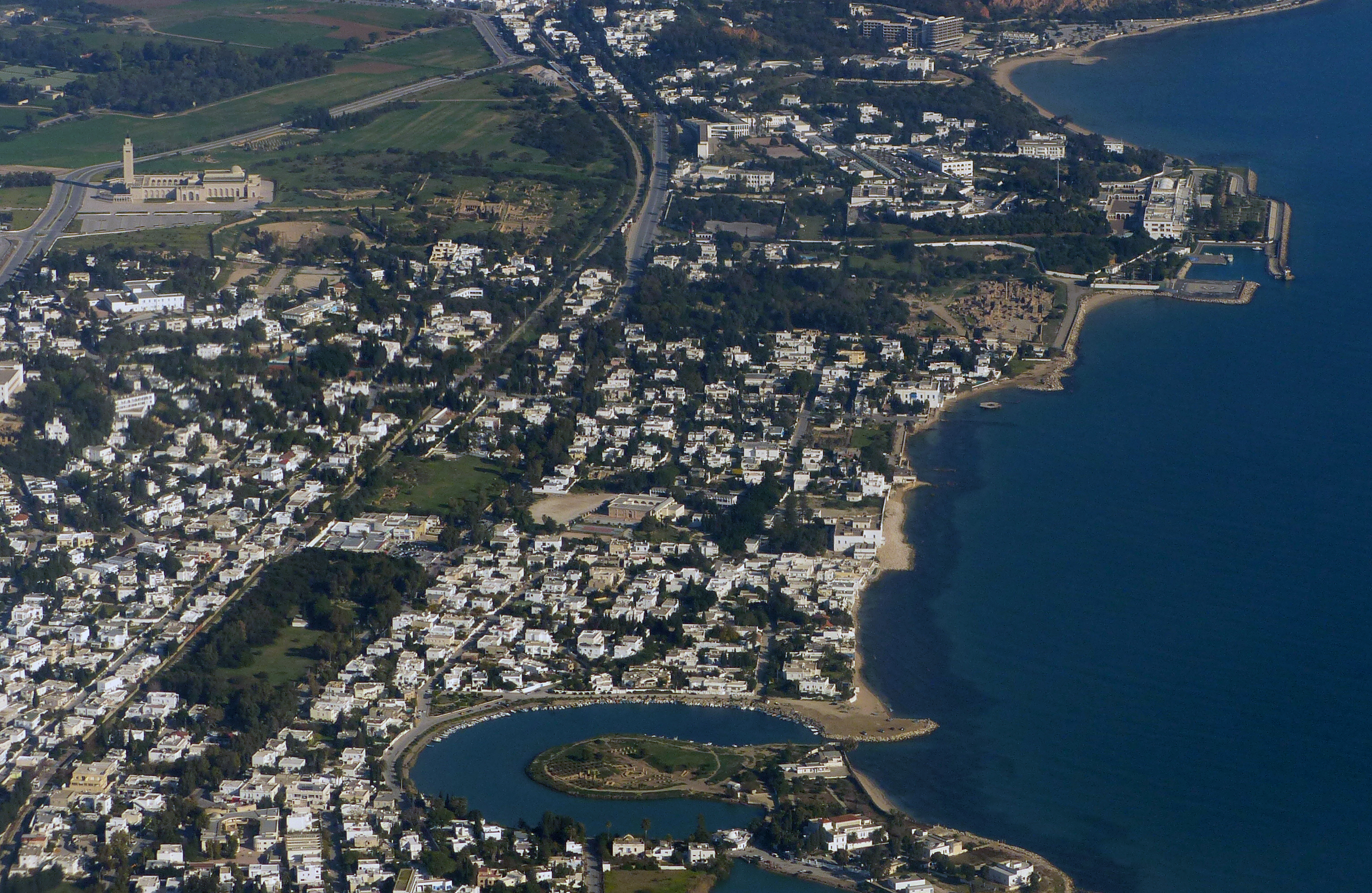
Vue panoramique de la ville de Carthage du côté des ports puniques.

La Carthage moderne, outre sa vocation résidentielle, semble aussi devoir être investie d'un rôle politique de plus en plus affirmé, tant symbolique que de fait. Ce monument est un signe ostensible de la volonté du pouvoir de réhabilitation de l'islam.
Le site de la ville avait d'abord été choisi au début du protectorat français pour y édifier la cathédrale, devenue ensuite primatiale d'Afrique, rappelant ainsi l'antériorité en terre africaine du christianisme sur l'islam. Carthage a ensuite accueilli un palais beylical d'été puis, après l'indépendance, le lieu de résidence officielle du président de la République tunisienne ; celui-ci, construit à l'origine par le président Habib Bourguiba, est situé sur le rivage, à proximité des thermes d'Antonin.
La configuration géographique de Carthage, en ancienne presqu'île, met la ville à l'abri des éventuels inconvénients et embarras de Tunis et accroît son attraction comme lieu de résidence auprès des élites. Si Carthage n'est pas la capitale, elle tend à être le pôle politique, un « lieu de pouvoir emblématique » d'après Sophie Bessis, réservant à Tunis les rôles administratifs et économiques.

## Administration
La municipalité de Carthage est divisée en trois arrondissements : Carthage, Carthage Mohamed Ali et El Yasmina.

## Économie
Carthage est une ville essentiellement résidentielle, donc dépourvue d'activités économiques significatives. Toutefois, le rayonnement culturel du site archéologique et le charme de certaines municipalités voisines contribuent à faire de Carthage une pièce maîtresse des circuits touristiques et un lieu d'excursion privilégié. Néanmoins, la ville est quasiment dépourvue d'infrastructures dans ce domaine ; l'absence de grandes plages, les plus proches étant situées plus au nord, en est sans doute l'une des causes.

## Transport

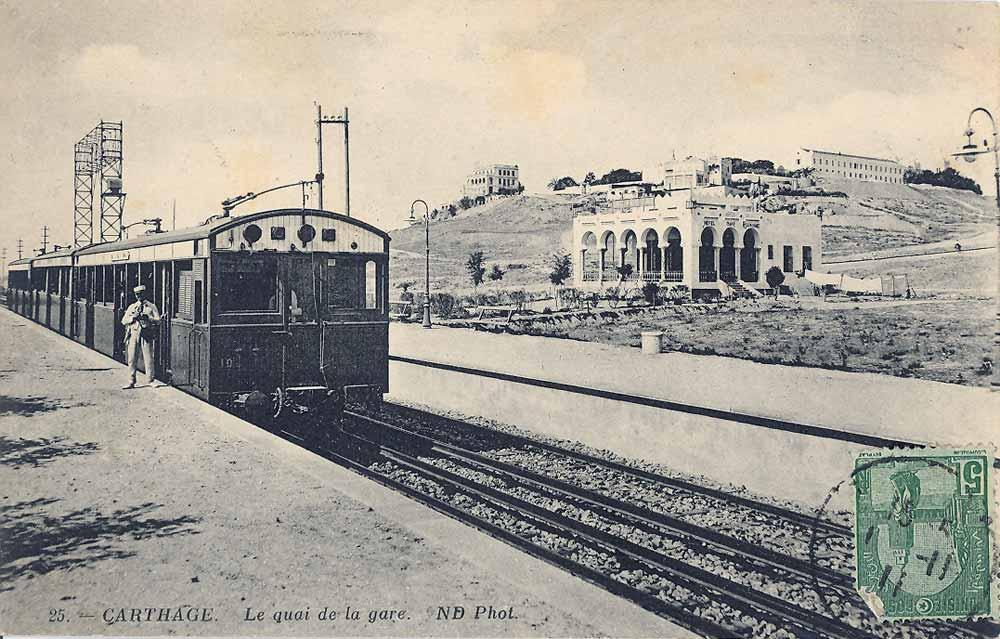
Quai de la gare de Carthage.

Carthage est desservie par la ligne ferroviaire du TGM qui traverse la ville et la relie à La Goulette et Tunis au sud-ouest et Sidi Bou Saïd et La Marsa au nord. Six stations se trouvent sur son territoire : Carthage Salammbô, Carthage Byrsa, Carthage Dermech, Carthage Hannibal, Carthage Présidence et Carthage Amilcar.
Diverses lignes de bus de la Société des transports de Tunis relient la ville à d'autres points de l'agglomération comme l'Ariana et Tunis.

## Sport
L'Union sportive de Carthage est un club sportif représentant la région de Carthage et connu pour ses performances en volley-ball ; le Club féminin de Carthage est son pendant féminin. Le Tennis Club de Carthage est également actif dans la ville.

## Jumelages
Carthage est jumelée à quatre villes :
- Carthagène (Espagne) depuis le 10 janvier 1989
- Aix-en-Provence (France) depuis le 28 janvier 1993
- Versailles (France) depuis le 28 juin 1998
- Tyr (Liban) depuis le 20 octobre 2002